# Flugabwehrraketengruppe 24
Die Flugabwehrraketengruppe 24 (FlaRakGrp 24) ist eine der drei Patriot-Gruppen des Flugabwehrraketengeschwaders 1 (FlaRakG 1) der Bundeswehr. Ihr Standort ist Bad Sülze in Mecklenburg-Vorpommern.

## Auftrag

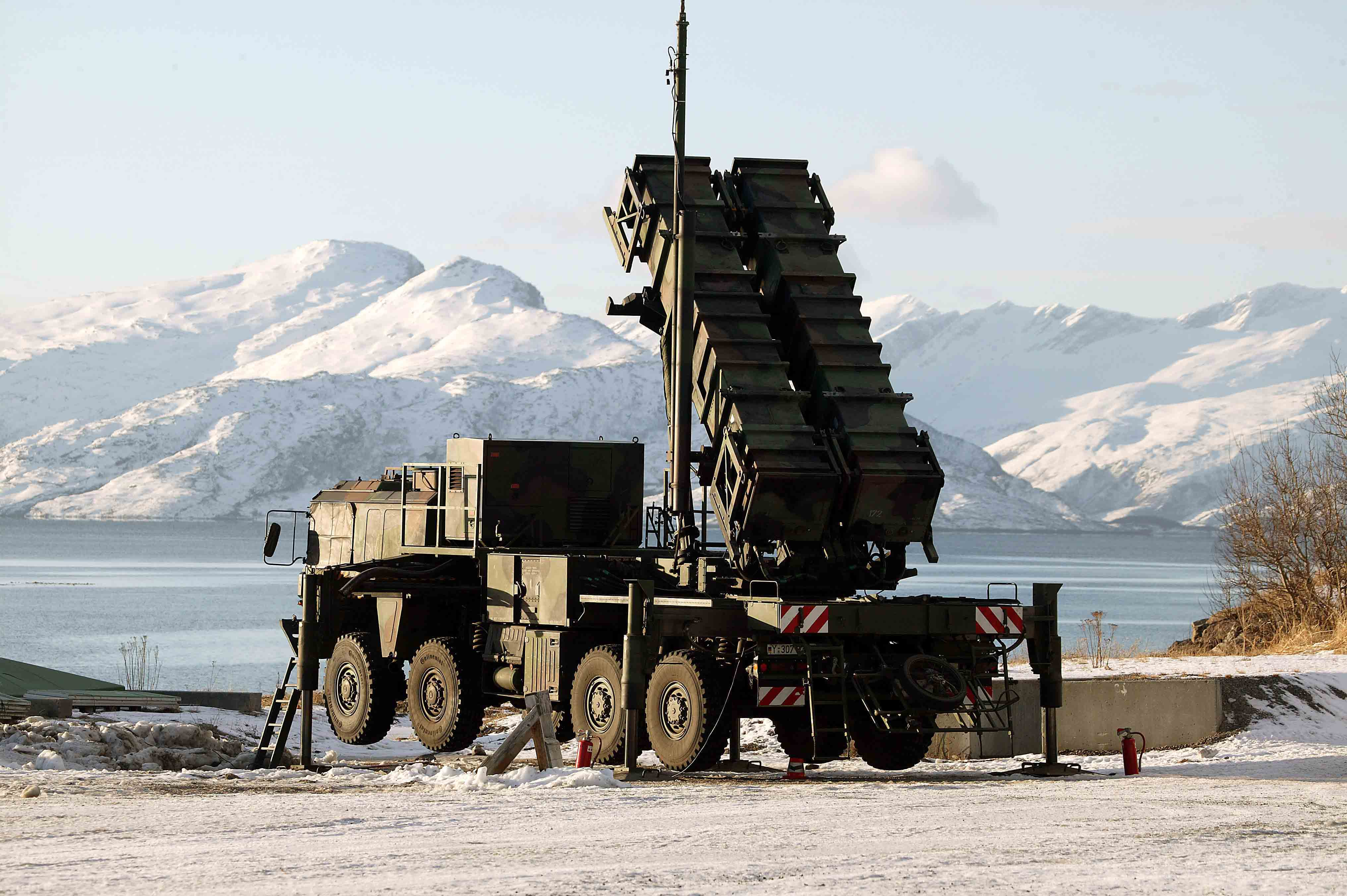
Startgerät des Flugabwehrraketensystems Patriot

Die Flugabwehrraketengruppe 24 trägt als Verband der Luftverteidigung primär zum Schutz des deutschen Luftraums gegen Flugzeuge und Flugkörper bei. Des Weiteren kann die Einheit auch außerhalb des deutschen Hoheitsgebietes zur Krisenbewältigung und Konfliktverhinderung auf Befehl der NATO eingesetzt werden sowie Personal für humanitäre Maßnahmen bis hin zu militärischen Einsätzen im Rahmen der UN bereitstellen. Darüber hinaus kommt die Gruppe im Rahmen des Katastrophenschutzes zum Einsatz.

## Geschichte und Standorte
Die Flugabwehrraketengruppe 24 wurde ursprünglich als Flugabwehrraketenbataillon 24 am 12. Januar 1961 in Schwarmstedt aufgestellt. Zur Erstausstattung des Bataillons gehörten Flugabwehrraketen des Typs Nike Hercules. Auf sieben bis neun Nike Hercules Raketen waren Nukleargefechtsköpfe der US Army montiert. Für Wartung und Bewachung waren US-Soldaten im Abschussbereich bzw. in einer Kaserne stationiert.
Unterstellt war das Bataillon dem Flugabwehrraketenregiment 4, dem späteren Flugabwehrraketengeschwader 2. Die 3. Staffel zog am 1. Mai 1964 auf den Fliegerhorst Oldenburg um, während der Stab und die 1. Staffel schon 1961 nach Delmenhorst verlegt wurden. Am 1. Januar 1989 wurde das Flugabwehrraketenbataillon 24 in Flugabwehrraketengeschwader 24 umbenannt. Von 1991 bis 1993 erfolgte die Umrüstung des Verbandes auf das Flugabwehrraketensystem Patriot. In diesen Zeitraum fiel auch die erneute Umbenennung in die heutige Flugabwehrraketengruppe 24. Einhergehend damit wurde die restliche Gruppe zwischen 1993 und 1994 auf dem Fliegerhorst Oldenburg zusammengezogen. Zu einem größeren Einsatz der Gruppe kam es beim Oderhochwasser 1997. In den Jahren 2003 und 2004 wurden die 5. und 6. Staffel aufgelöst. Zu Beginn des Jahres 2006 wurde die komplette Gruppe an den neu ausgebauten Standort Bad Sülze verlegt. Von November 2009 bis Juli 2010 beteiligte sich die Einheit mit einem Operativen Mentoren- und Verbindungsteam am ISAF-Einsatz in Afghanistan. Seit Januar 2013 stand die Flugabwehrraketengruppe mit ihren Patriot-Raketen im Einsatz im Rahmen der Operation Active Fence. Im Zuge der Neuausrichtung der Bundeswehr wechselte am 8. März 2013 die Unterstellung der Gruppe vom Flugabwehrraketengeschwader 2 zum Flugabwehrraketengeschwader 1 mit Wirkung zum 1. April 2013. Gleichzeitig damit wurde das Flugabwehrraketengeschwader 2 aufgelöst. Im Juni 2013 kam es zu einem erneuten Hochwassereinsatz, diesmal im Bereich der Elbe. Im Dezember 2015 endete der Einsatz in der Türkei. Die letzten Soldaten des Verbandes kamen am 23. Dezember 2015 wieder in Deutschland an.

## Kommandeur
Oberstleutnant Stephan Kliefoth führt die Flugabwehrraketengruppe 24 seit September 2023.